# Tempe Terra
Tempe Terra és una formació geològica de tipus terra a la superfície de Mart, localitzada amb el sistema de coordenades planetocèntriques a 54.08 latitud N i 309.16 ° longitud E, que fa 1.954,94 km de diàmetre. El nom va ser aprovat per la UAI l'any 1979 i fa referència a una característica d'albedo.